# Gouvernement Charles Dupuy (3)
Pour les articles homonymes, voir Gouvernement Charles Dupuy.
Troisième République
Gouvernement Charles Dupuy II Gouvernement Alexandre Ribot III
Le troisième gouvernement Charles Dupuy est le gouvernement de la Troisième République en France du 2 juillet 1894 au 18 janvier 1895.
Charles Dupuy reconduit la même équipe, le cabinet précédent ayant été interrompu par le changement à la tête de l'État, consécutif à l'assassinat de Sadi Carnot.

## Composition
| Fonction | Fonction                           | Image | Nom           | Parti politique                    |
| -------- | ---------------------------------- | ----- | ------------- | ---------------------------------- |
|          | Président du Conseil des ministres |       | Charles Dupuy | Républicains de gouvernement (ANR) |

### Ministres nommés le 30 mai 1894
- L'administration des Cultes est détachée du ministère de l'Instruction publique et des beaux-arts et rattachée au ministère de l'Intérieur.

| Fonction | Fonction                                                        | Image | Nom                | Parti politique                    |
| -------- | --------------------------------------------------------------- | ----- | ------------------ | ---------------------------------- |
|          | Ministre de l’Intérieur et des Cultes                           |       | Charles Dupuy      | Républicains de gouvernement (ANR) |
|          | Ministre de la Justice                                          |       | Eugène Guérin      | Gauche républicaine                |
|          | Ministre des Affaires étrangères                                |       | Gabriel Hanotaux   | Républicain opportuniste           |
|          | Ministre des Finances                                           |       | Raymond Poincaré   | Républicains de gouvernement       |
|          | Ministre de l'Instruction publique et des Beaux-Arts            |       | Georges Leygues    | Républicains de gouvernement (ANR) |
|          | Ministre de la Guerre                                           |       | Auguste Mercier    | Républicain libéral (Indépendant)  |
|          | Ministre de la Marine                                           |       | Félix Faure        | Républicains de gouvernement       |
|          | Ministre des Travaux publics                                    |       | Louis Barthou      | Gauche républicaine (ANR)          |
|          | Ministre du Commerce, de l'Industrie, des postes et télégraphes |       | Victor Lourties    | Gauche républicaine                |
|          | Ministre de l'Agriculture                                       |       | Albert Viger       | Gauche progressiste                |
|          | Ministre des Colonies                                           |       | Théophile Delcassé | Gauche progressiste                |

## Politique menée
Le gouvernement se résume en un affrontement entre Casimir-Perier qui entend réhabiliter la fonction de chef de l'État et Dupuy qui au contraire marginalise le Président. Dupuy promulgue en octobre 1895 une circulaire adressée aux préfets leur demandant de réprimer les mouvements socialistes alors que la grève de la verrerie de Carmaux suscite l'attention nationale.
C'est sous ce gouvernement qu'a lieu le premier procès Dreyfus.
Le 14 janvier 1895, le gouvernement est renversé par une majorité de 22 voix. Le lendemain, le Président de la République Casimir-Perier démissionne forçant le gouvernement Dupuy a assurer l'intérim de la présidence jusqu'à l'élection de son successeur.
Passage des lois scélérates de celle sur le crédit agricole[style à revoir].

## Fin du gouvernement et passation des pouvoirs
Le 15 janvier 1895, Charles Dupuy présente la démission du Gouvernement au président de la République, Jean Casimir-Perier, qui entraîne immédiatement celle du Président.
Du 15 au 17 janvier 1895, le gouvernement assure l'intérim des pouvoirs présidentiels d'après les lois constitutionnelles de la Troisième République, en l'attente d'un nouveau président.
Le 18 janvier 1895, le (nouveau) président de la république Félix Faure accepte la démission du gouvernement après l'intérim présidentiel qu'à assuré ce dernier. Le jour-même, il charge Léon Bourgeois de former le nouveau ministère et celui-ci accepte la mission, avant d'y abandonner trois jours plus tard, à la suite des difficultés rencontrées pour former le cabinet.
Le 22 janvier 1895, Faure charge, à nouveau, Bourgeois, pour former un nouveau gouvernement, pour une seconde tentative, mais échoue une fois de plus.
Le 26 janvier 1895, le président appelle Alexandre Ribot à la tête du prochain gouvernement.
Le 27 janvier 1895, le troisième gouvernement Ribot voit le jour.